# Wyspa Złoczyńców
Wyspa Złoczyńców (w późniejszych wydaniach Pan Samochodzik i Wyspa Złoczyńców) – powieść dla młodzieży autorstwa Zbigniewa Nienackiego, wydana po raz pierwszy w roku 1964. Utwór wchodzi w skład cyklu Pan Samochodzik, opisującego przygody historyka sztuki, a jednocześnie detektywa amatora, noszącego to przezwisko.
W Wyspie Złoczyńców przedstawiona jest pochodzenie niezwykłego pojazdu będącego w posiadaniu Pana Samochodzika (od którego zresztą wziął swój pseudonim). Sprzedaje on odziedziczony po wujku-wynalazcy murowany garaż, natomiast zatrzymuje przechowywaną tam wyjątkową amfibię, która rozwija na szosie znaczną szybkość, dobrze pływa, a jednocześnie odznacza się wyjątkową brzydotą. Właściwości samochodu powodują zaskakujące zwroty akcji we wszystkich tomach cyklu o Panu Samochodziku.

## Powieść
Akcja powieści rozpoczyna się pod koniec czerwca 1961 i trwa do 16 lipca 1961 roku. Miejscem akcji są okolice fikcyjnej wsi Antoninów położonej w pobliżu Wisły kilkanaście kilometrów w górę rzeki od Ciechocinka. Pan Samochodzik poszukuje ukrytych tam podczas wojny zbiorów dziedzica Dunina. Okazuje się, że wcześniej ktoś je odnalazł, przeniósł w inne miejsce i usiłuje sprzedać. Trop prowadzi do osób związanych ze zlikwidowaną kilkanaście lat wcześniej miejscową bandą. Dużą pomoc w szukaniu zbiorów okazują Tomaszowi harcerze z pobliskiego obozu. Przez całą powieść przewija się wątek antropologii – za sprawą naukowców również obozujących w pobliżu.

## Ekranizacja
Powieść została zekranizowana w 1965 pod tytułem „Wyspa Złoczyńców”.

## Wydania
- I - 1964
- II - Nasza Księgarnia, Warszawa 1970, ss. 286
- III - Nasza Księgarnia, Warszawa 1979, ss. 292
- IV - Wydawnictwo Pojezierze, Olsztyn-Białystok 1980
- V - Krajowa Agencja Wydawnicza, 1983, ss. 207, nakład 199 675+375 egz.
- V[a] - Wydawnictwo Pojezierze, Olsztyn 1988, ss. 23, nakład 119 750+200 egz.
- jako: Pan Samochodzik i Wyspa Złoczyńców, Oficyna Wydawnicza Warmia, Olsztyn b.r.w., ss. 184
- Wydawnictwo Siedmioróg, Wrocław 1998, ss. 235
- Wydawnictwo Siedmioróg, Wrocław 2007
- jako: Pan Samochodzik i Wyspa Złoczyńców, Wydawnictwo Literatura, 2008, ss. 252, ISBN 978-83-61224-05-1
- Wydawnictwo Siedmioróg, Wrocław 2012
- jako: Pan Samochodzik i Wyspa Złoczyńców, Wydawnictwo Edipresse-Kolekcje SA, Warszawa 2015, ss. 292 ISBN 978-83-7989-747-6 w serii: Klub Książki Przygodowej tom 1

## Wydania zagraniczne
- Ostriw złoczynciw, 1970 - wydanie w języku ukraińskim[2]
- Pán Tragáčik a Ostrov zločincov, 2006 - wydanie w języku słowackim